# Kalvarieberg
Kalvarieberget leder hit. Det gamla kalvarieberget i Stockholm, se Kvarteret Pelarbacken.

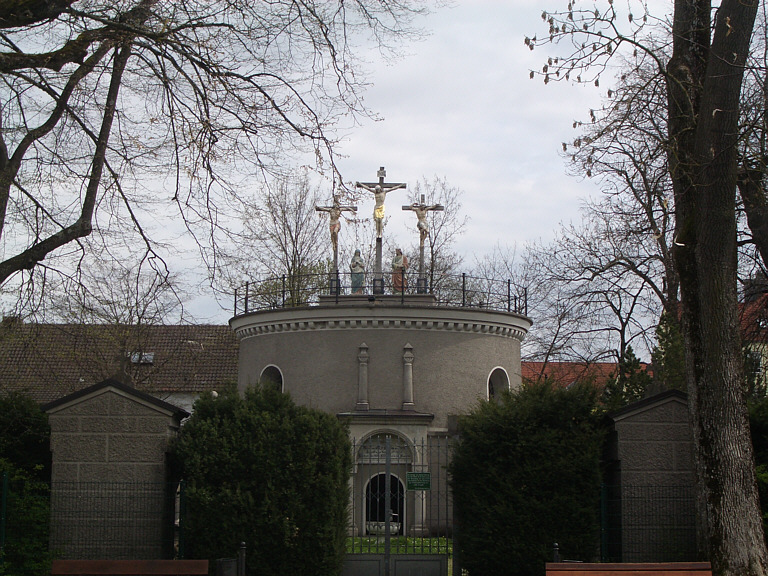
Kalvarieberg i Klosterlechfeld i Bayern.

Kalvarieberg är en avbildning, ofta skulptural, med de tre korsen på Golgata efter Kristi korsfästelse på en höjd, naturlig eller konstgjord. Ordet kommer från latinets calvaria, "dödskalle", och syftar på den översatta betydelsen av platsen Golgatas namn. 
Under senmedeltiden uppställdes kalvarieberg ofta intill kyrkorna. De utgjorde slutpunkten på en vallfartsväg som gestaltade Kristi lidandes väg med sju eller fler stationer, liknande moderna korsvandringar. 

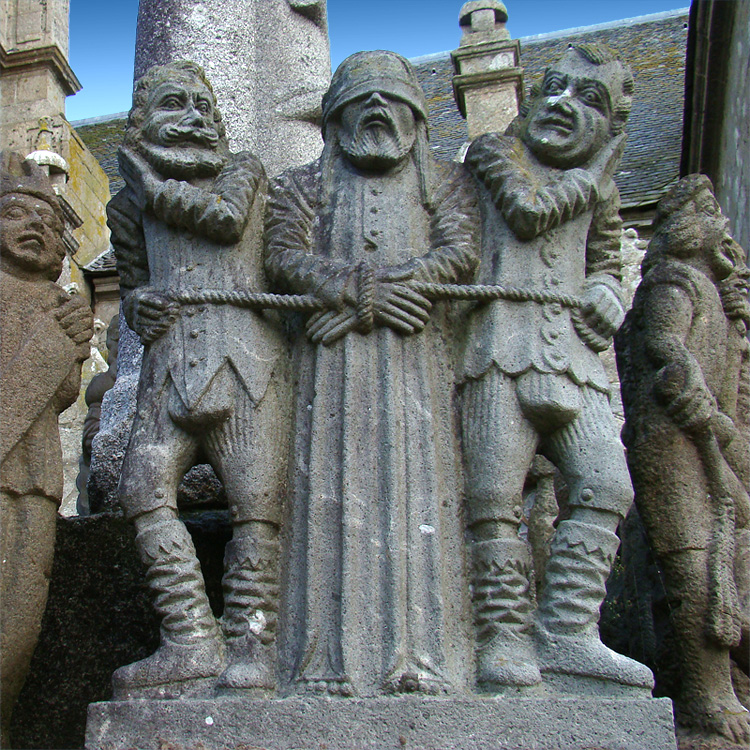
Detalj av kalvarieberg i Saint-Thégonnec.